# Eosentomon francoisi
Eosentomon francoisi – gatunek pierwogonka z rzędu Eosentomata i rodziny Eosentomidae.

## Taksonomia
Gatunek opisany został w 1978 przez Josefa Noska i nazwany na cześć Jean François.

## Występowanie
Gatunek ten jest endemitem Madagaskaru, gdzie znany jest jedynie z rejonu zatoki Helodrano Antongila w północno-wschodniej części wyspy.